# 火车站街街道 (武威市)
火车站街街道，是中国甘肃省武威市凉州区下辖的一个乡镇级行政单位。

## 行政区划
火车站街街道共辖以下地区：
火车站社区、大新社区。